# Leonzio (metropolita di Mosca)
Leonzio, al secolo Ivan Alekseevič Lebedinskij (in russo Иван Алексеевич Лебединский?) (Novaja Kalitva, 22 gennaio 1822 – Čerkizovo, 1º agosto 1893), fu, dal 17 novembre 1891 al 1º agosto 1893, giorno in cui morì, vescovo metropolita di Mosca.

## Biografia
Fu sepolto nella Cattedrale della Dormizione a Mosca.